# Рали (Флорида)
Рали (енгл. Raleigh) насељено је место без административног статуса у америчкој савезној држави Флорида.

## Демографија
По попису из 2010. године број становника је 373.
| Група             | 2000.    | 2010.       |
| Белци             | 0 (0,0%) | 152 (40,8%) |
| Афроамериканци    | 0 (0,0%) | 206 (55,2%) |
| Азијати           | 0 (0,0%) | 1 (0,3%)    |
| Хиспаноамериканци | 0 (0,0%) | 10 (2,7%)   |
| Укупно            | 0        | 373         |